# Purrel Fränkel

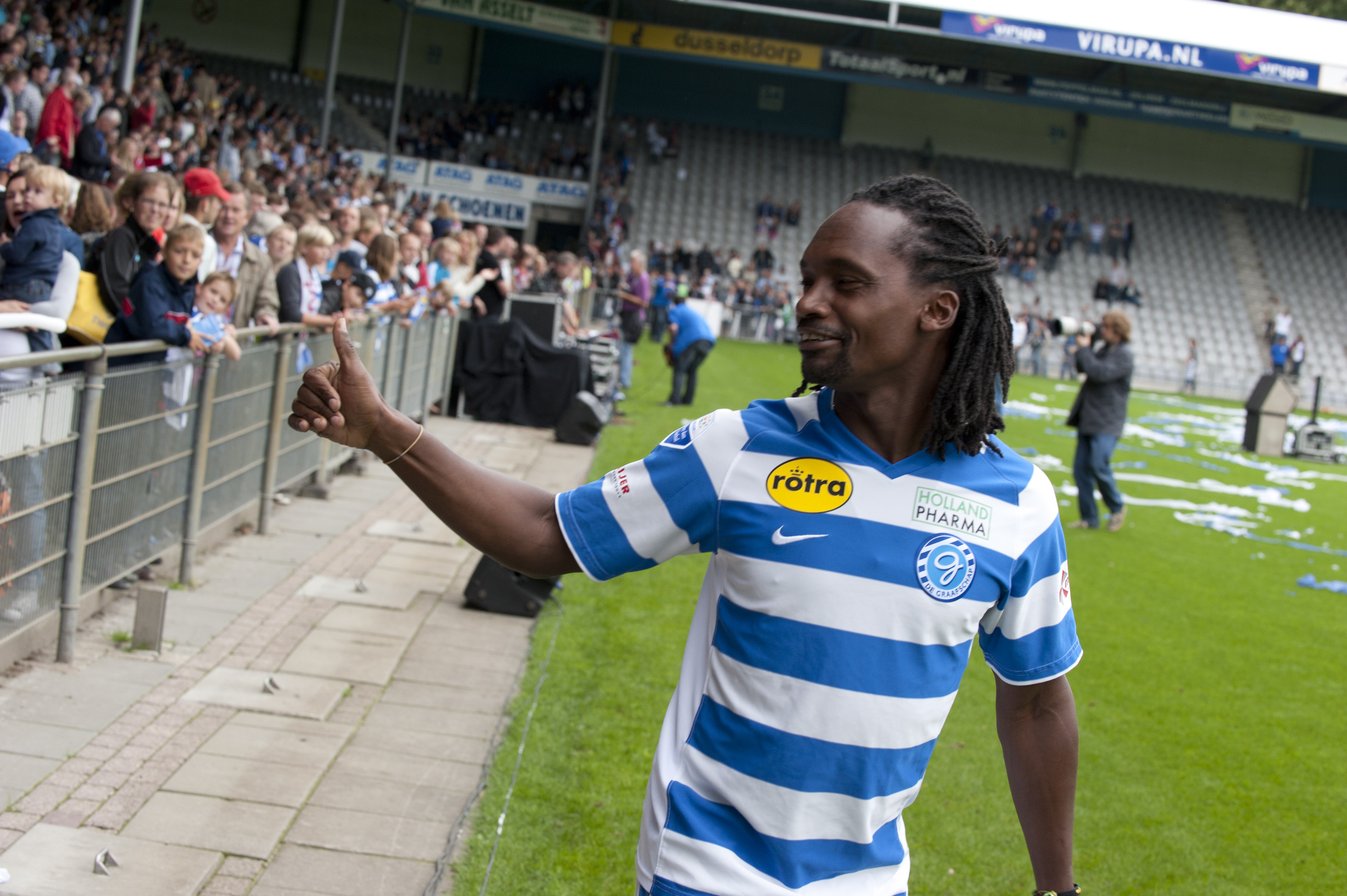
Purrel Fränkel

Purrel Fränkel (* 8. Oktober 1976 in Paramaribo) ist ein ehemaliger niederländischer Fußballspieler.
Der in Surinam geborene Abwehrspieler begann seine Karriere 1994 bei Telstar in der niederländischen Ersten Division. 1998 wechselte er zu BV De Graafschap in die Ehrendivision, wo er bis 2002 unter Vertrag stand. In den vier Jahren landete der Klub immer im unteren Drittel der Tabelle zwischen Platz 13 und 15. Danach ging er zu Vitesse Arnheim. Mit Vitesse nahm er am UEFA-Pokal 2002/03 teil, wo man nach Siegen gegen Rapid Bukarest und Werder Bremen in der dritten Runde gegen den FC Liverpool ausschied. In der Liga lief es jedoch weniger gut. 2003 landete Vitesse auf Platz 14 und im nächsten Jahr musste der Klub sogar in die Relegation gegen den Abstieg. Nach drei Jahren im Mittelfeld der Tabelle ging Fränkel 2007 wieder zu De Graafschap. Gleich im ersten Jahr musste der Verein in die Relegation. Im Frühjahr 2009 wurde Fränkel nach einem positiven Dopingtest für einen Monat gesperrt. Am Ende der Runde musste De Graafschap wieder in die Relegation und konnte den Abstieg diesmal nicht verhindern. Fränkel blieb beim Verein, der im nächsten Jahr den direkten Wiederaufstieg schaffte. Nach zwei weiteren Jahren in der Ehrendivision beendete er 2012 seine Profi-Laufbahn und spielte noch ein Jahr bei dem Amateurverein VV Duno.